# Palupera (plaats)
Palupera (Duits: Middendorf) is een plaats in de Estlandse gemeente Elva, provincie Tartumaa. De plaats heeft de status van dorp (Estisch: küla) en telt 189 inwoners (2021).
Tot in oktober 2017 lag Palupera in de gelijknamige gemeente, waarvan het overigens niet de hoofdplaats was. Dat was Hellenurme. De gemeente Palupera werd in oktober 2017 opgedeeld tussen de gemeenten Elva en Otepää. Palupera kwam in Elva terecht en verhuisde daarmee van de provincie Valgamaa naar de provincie Tartumaa.

## Geschiedenis
Palupera werd in 1582 voor het eerst genoemd onder de naam Paliaper. Het behoorde tot het landgoed Palupera, dat in dezelfde bron ook onder de naam Paliaper voorkomt. In 1782 hadden dorp en landgoed de naam Palloper. Het gebied behoorde tot de parochie van Otepää.
Het landhuis van het landgoed is gebouwd in 1862. Het is in 1990 gerestaureerd. In het gebouw is sinds 1933 een basisschool gevestigd. Enkele bijgebouwen zijn ook bewaard gebleven.
In het begin van de 20e eeuw ontstond bij het station een tweede dorp, dat de naam Pritsu kreeg. Bij de gemeentelijke herindeling van 1977 werden de beide dorpen samengevoegd.

## Station
Al meteen bij de opening van de spoorlijn Tartu - Valga in 1887 werd bij Palupera een station geopend, station Middendorf. Nadat Estland in 1918 onafhankelijk was geworden, kreeg het station de naam Pritsu, de Estische naam voor het dorp dat rond het station was ontstaan. Na de fusie tussen Pritsu en Palupera werd het station Palupera genoemd.
Het stationsgebouw, dat uit de jaren twintig dateerde, is in 2002 afgebroken.

## Foto's

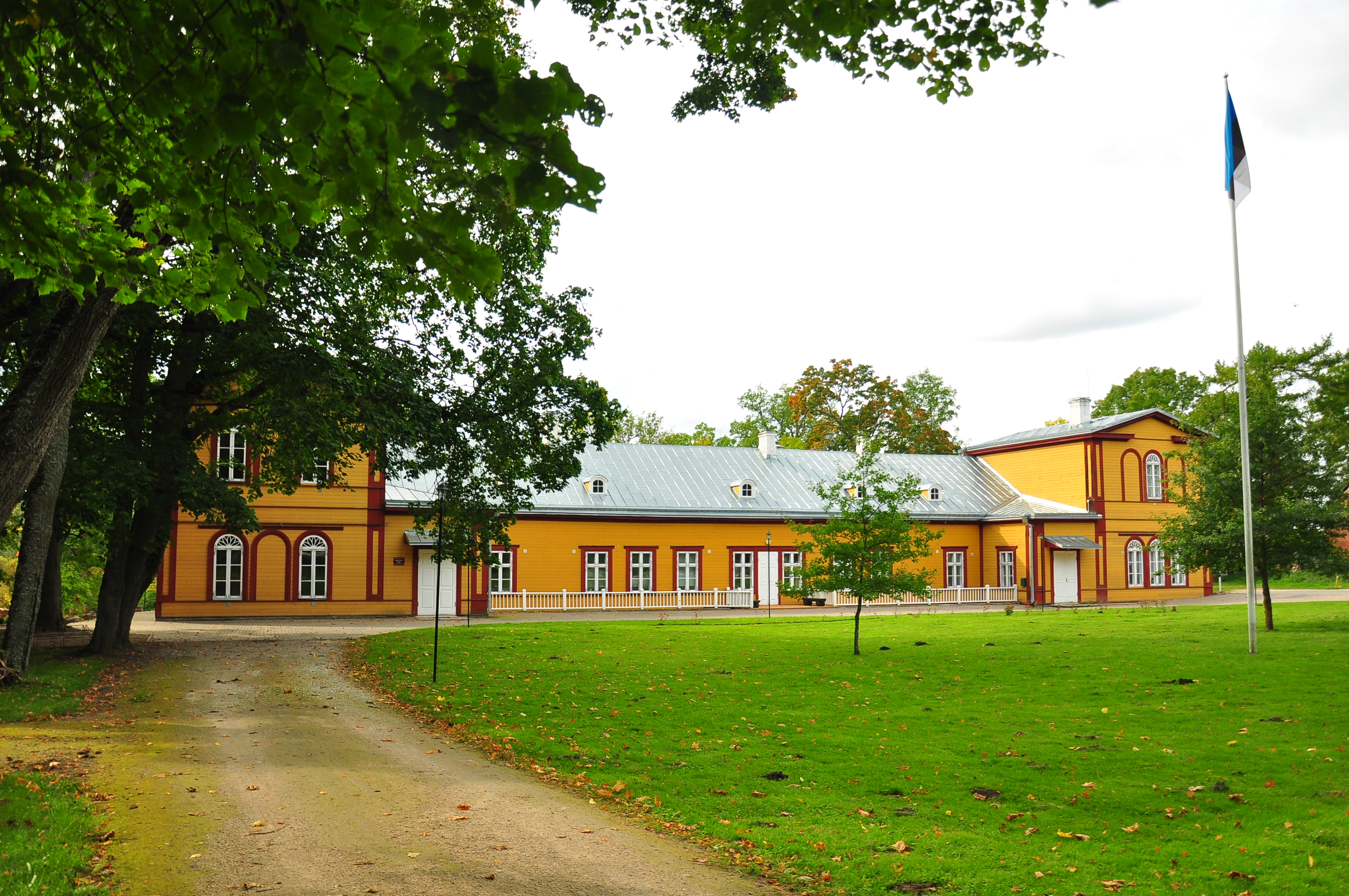
Het vroegere landhuis van Palupera
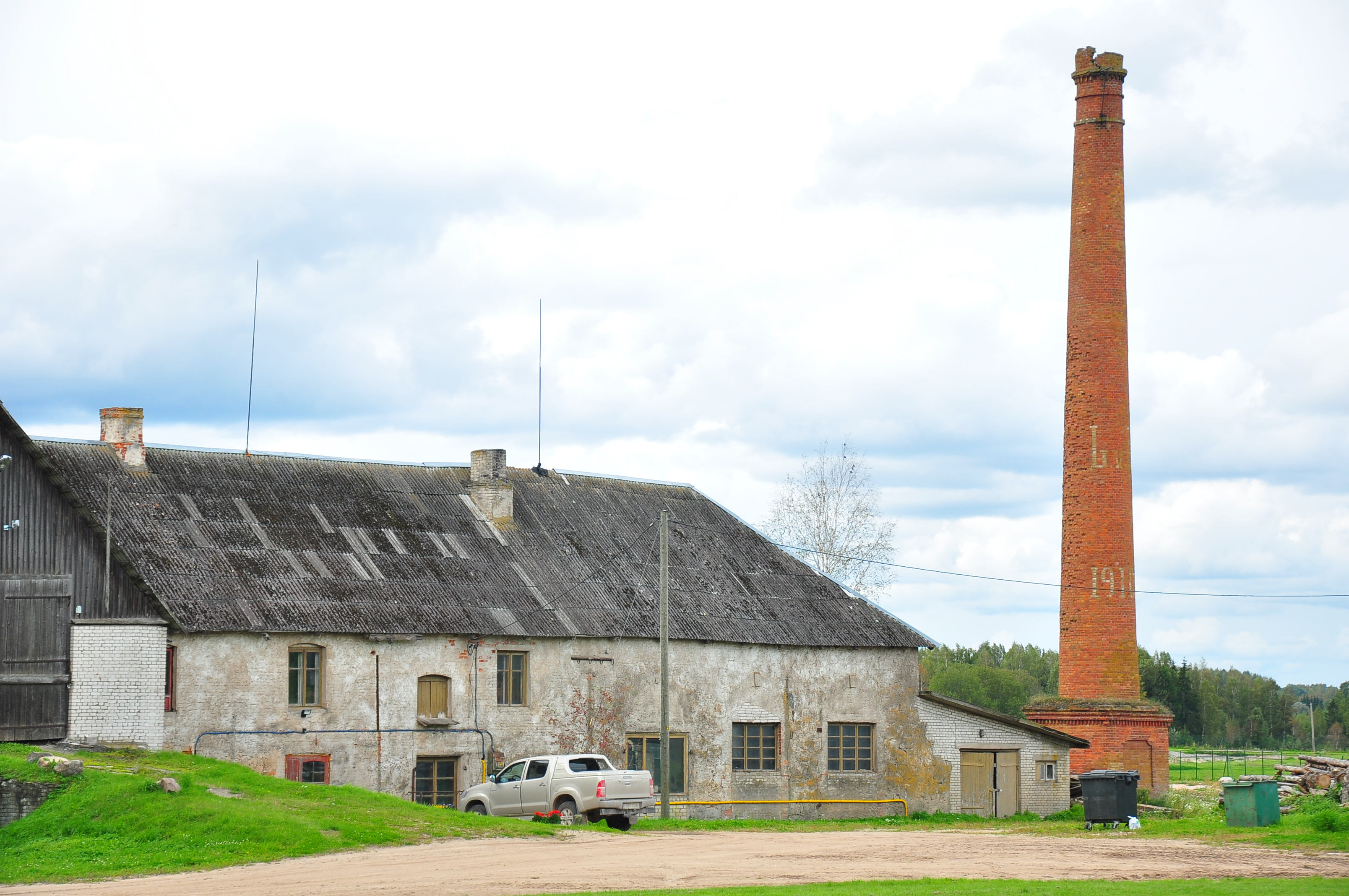
De vroegere wodkastokerij
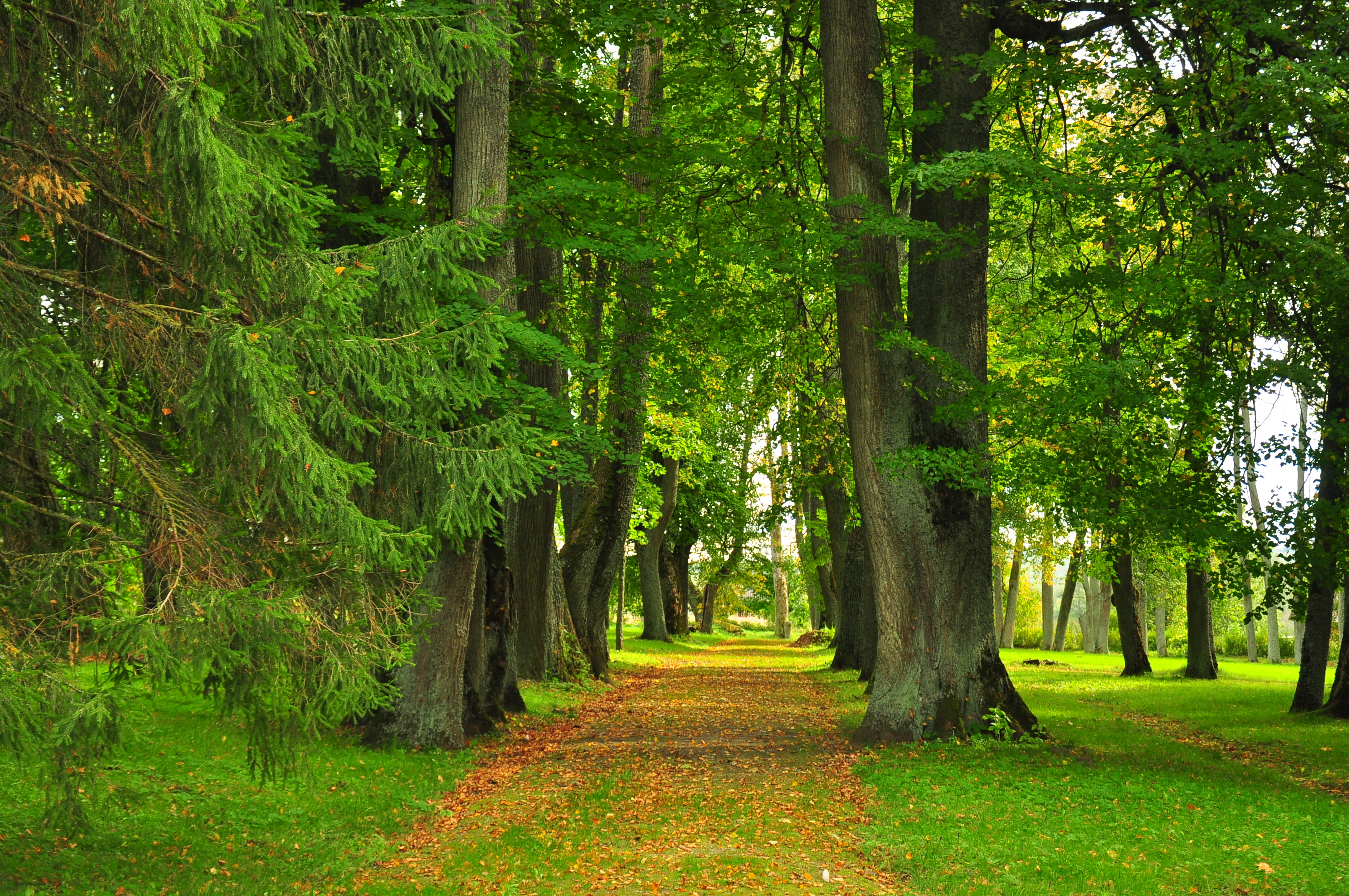
Het park rond het landhuis
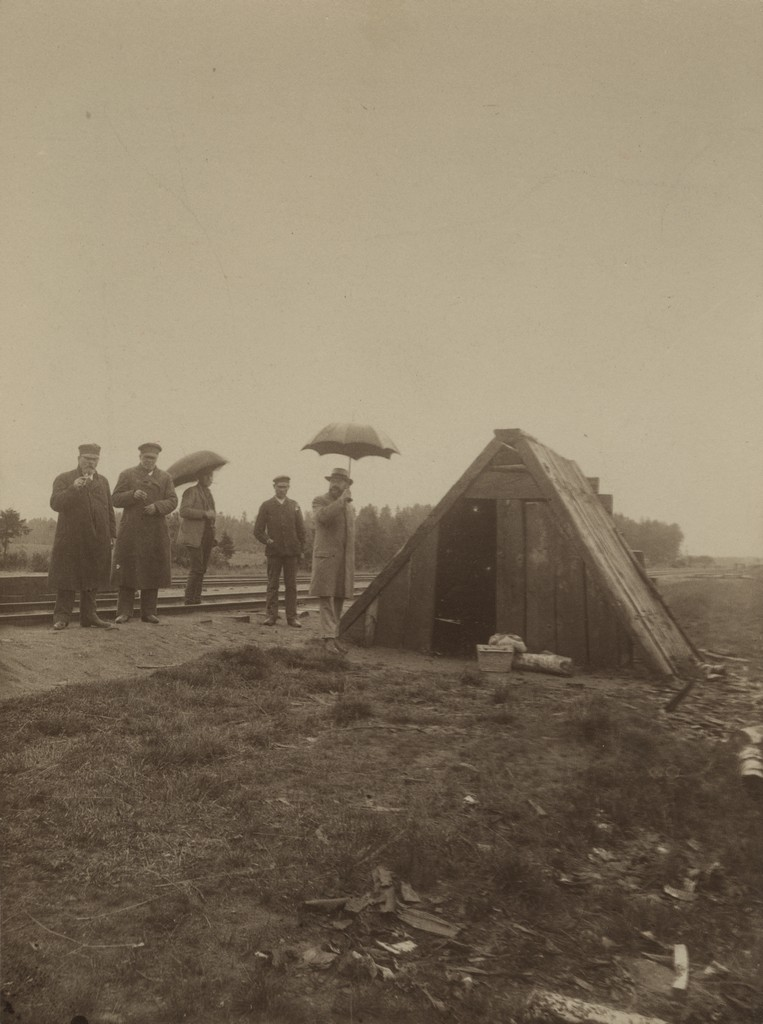
Schuilhut bij het station rond 1900
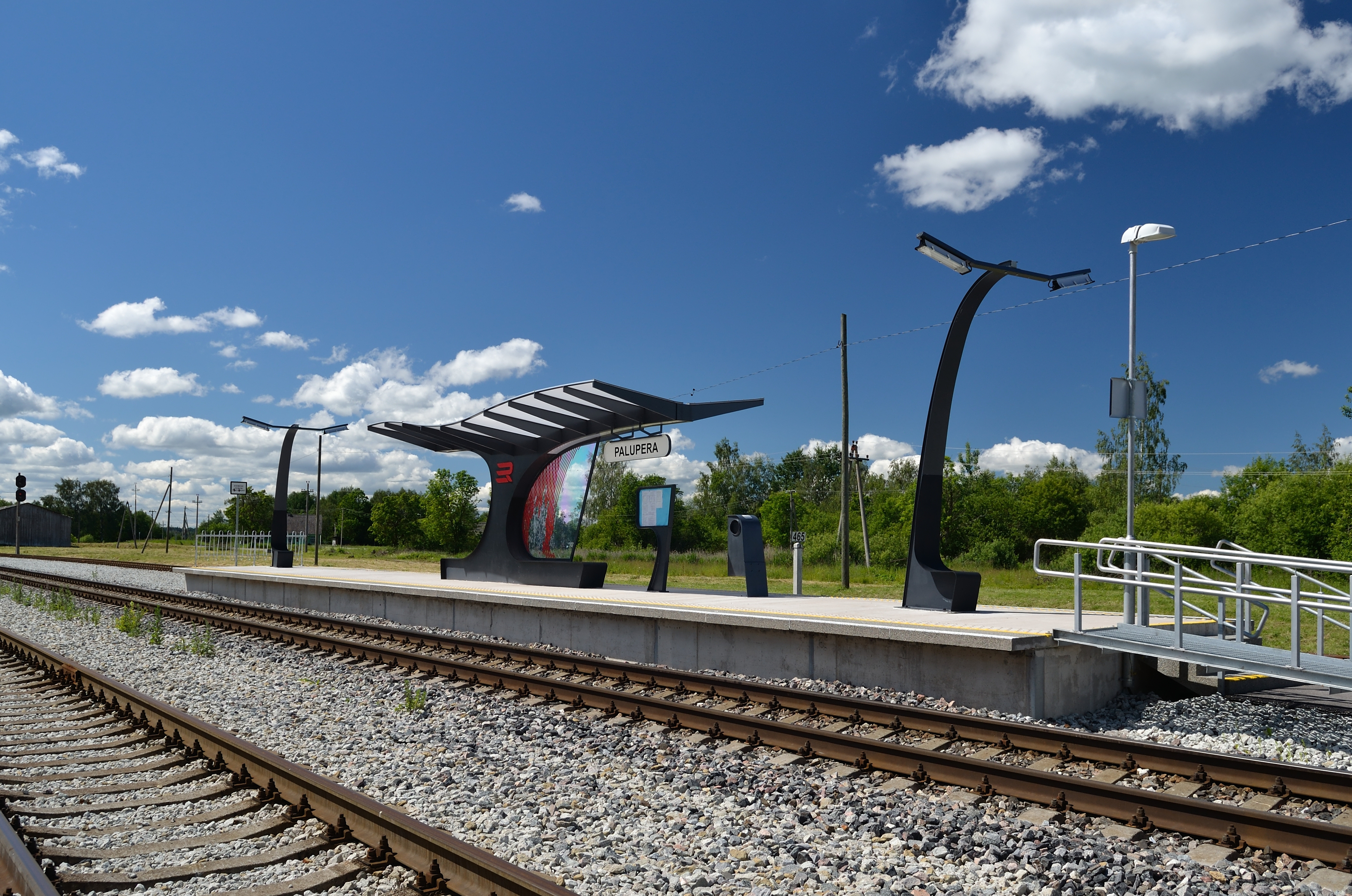
Wachthokje anno 2012
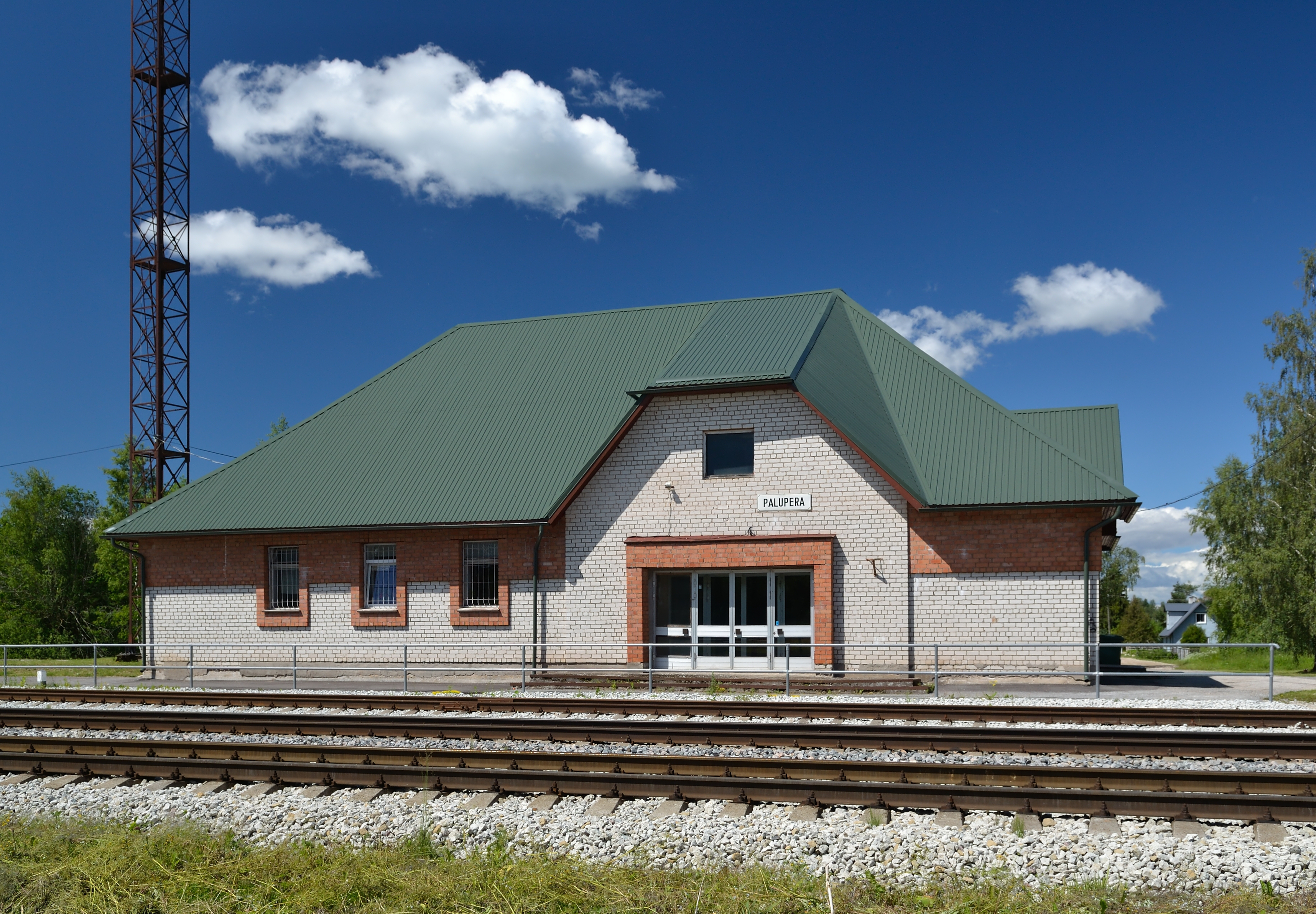
Dienstgebouw bij het huidige station